# Aratinga zelený
Aratinga zelený (Psittacara holochlorus) je středně velký středoamerický papoušek. Jeho celkové zbarvení je zelené, naspodu těla světlejší. U některých jedinců jsou na hlavě jednotlivá červená pera. Ocas má zelený, vespod olivově žlutý. Okolí oka je zbarveno oranžovo-žlutě, duhovka je červená. Nohy jsou hnědé. Celkově jde o jeden z nejméně nápadnějších druhů aratingy. Aratinga zelený typicky dorůstá velikosti okolo 32 cm a dosahuje váhy 250 gramů.

## Ekologie
Aratinga zelený se vyskytuje v Mexiku a severní Nikaragui, částečně také v Salvadoru, Guatemale a Hondurasu. Těžištěm výskytu tohoto druhu jsou horské či kopcovité oblasti – v češtině byl tento papoušek proto znám i jako aratinga horský.
Žije v hejnech o 20 až 30 jedincích, ale i v těchto skupinách se spolu jednotlivé páry stále drží pohromadě. V době hnízdění pak páry obhajují svá teritoria. Do dutiny stromu snáší samice 1 nebo 2 vejce, která se inkubují asi 25 dní. Ve věku okolo 8 týdnů opouštějí papouščata hnízdo. Pokud pár nenajde ke hnízdění vhodnou dutinu, může zahnízdit i v opuštěném hnízdu dravců nebo v dutině vzniklé činností stromových termitů – do ní si svoji hnízdní dutinu hloubí zobákem. Aratinga zelený se živí semeny, ovocem a výhonky, někdy i květy rostlin.
Početná populace aratingy zeleného obývá rozsáhlé území, a i přes lehce klesající početní stavy tohoto druhu není tento papoušek ohroženým druhem – podle IUCN klasifikován jako málo dotčený druh. V České republice chová aratingu zeleného Zoo Tábor, celkově ale nepatří mezi příliš často odchovávané druhy. Papoušek nepodléhá mezinárodní úmluvě CITES na ochranu volně žijících živočichů.